# Данча Михайло Дмитрович
Данча Михайло Дмитрович; Перечинська райдержадмін., голова (06.2006-11.2009).
Н. 26.07.1954 (с. Нижнє Селище, Хустський р-н, Закарпатської обл.) в сім'ї колгоспників; дружина Марія Михайлівна (1954) — бухгалтер винзаводу; син Михайло (1977) — ст. слідчий обл. прокуратури; син Олег (1979) — директор винзаводу.
Осв.: Мукачівський с.-г. тех-м (1969—1972); Львів. зооветеринарний ін-т (1984), ветеринарний лікар.
\+04.2002 — канд. в нар. деп. України, виб. окр. № 74, Закарп. обл., самовисування. За 1,25 %, 10 з 13 прет. На час виборів: генеральний директор Закарпатського об'єднання «Садвинпром», член АПУ.
03.1998 — канд. в нар. деп. України, виб. окр. № 74, Закарп. обл. Зняв кандидатуру. На час виборів: нар. деп. України, дир. радгоспу-заводу «Ужгородський», чл. ПРВУ. 03.1998 — канд. в нар. деп. України від ПРВУ, № 33 в списку.\+
Народний депутат України 2-го склик. з 04.1994 (2-й тур) до 04.1998, Ужгородський виб. окр. № 175, Закарп. обл., висун. виборцями. Член Комітету у закордонних справах і зв'язках з СНД. Член групи «Єдність» (до цього — член групи «Аграрники за реформи»).
- З 1972 — в колгоспі «Більшовик» Тячівського району. Служба в прикордонних військах. Працював: головним зоотехніком колгоспу «Дружба народів» Тячівського району; завідувачем Міжгірської ветеринарної аптеки.
- З 1984 — заступник голови, голова колгоспу «Радянська Верховина» Міжгірського району.
- З 1990 — заступник голови Закарпатської обласної ради агропромислових формувань.
- З 1991 — перший заступник начальника Закарпатського обласного управління сільського господарства. Одночасно очолював Закарпатську спілку фермерів.
- З 04.1992 — глава Ужгородської райдержадміністрації.
- З 05.1994 — заступник голови облвиконкому, начальник обласного управління сільського господарства Закарпатської облради народних депутатів.
- 10.1995-01.1997 — заступник голови з питань сільськогосподарської, харчової та переробної промисловості Закарпатської облдержадміністрації.
- 1998—2004 — генеральний директор Закарпатського об'єднання «Садвинпром».
- 03.2005-05.2006 — начальник Головного управління сільського господарства і продовольства Закарпатської облдержадміністрації.

Автор законів України: «Про єдиний фіксований податок на землю», «Про статус гірських населених пунктів».
Заслужений працівник сільського господарства України (11.2001).
Захоплення: туризм.

## Джерело
- Довідка [Архівовано 4 березня 2016 у Wayback Machine.]